# José Rosinski
José Rosinski est un journaliste sportif et pilote automobile français né le 13 avril 1936 à Paris et mort le 3 juin 2011 dans la même ville,. 

## Biographie

### Carrière de pilote automobile
Passionné de course automobile, il obtient une place de second du Championnat de France de Formule Junior avec une Cooper T56 - BMC en 1961, derrière Jo Siffert, avec également une 2e place au 12e Grand Prix de Cadours. Toujours en 1961, il est le premier vainqueur de la course de côte du Mont-Dore. 
En février 1963, il apporte la toute première victoire d'une Alpine A110 (modèle A108) en compétition, au Rallye des Lions, avec comme copilote la future chronométreuse Michèle Dubosc (avec laquelle il a déjà remporté le Tour de l'Oise en 1959).
Sur circuit, il remporte la Coupe du Salon en 1963, et une victoire de classe aux 1 000 km de Paris en 1964 avec l’Alpine M64 (il était le premier directeur sportif d'Alpine, écurie de Jean Rédélé, depuis l'année précédente).
Il participe à six reprises aux 24 Heures du Mans entre 1960 et 1967, notamment sur Alpine M63 en 1963, qui est la première participation de la marque au Mans. Les voitures furent terminées quelques heures avant la course. Pour la course, il est associé au Brésilien Christian "Bino" Heins sur l'une des trois M63 engagées. Au 50e tour, Heins dérape sur une flaque d'huile et sa voiture s'enflamme. Il ne peut être sauvé malgré l'intervention désespérée de Jean-Pierre Manzon et de Roy Salvadori. Quelques mois plus tard, Rosinski remporte la victoire de sa classe au Nürburgring avec Lucky Casner. Cette même année, il gagne le titre de Champion de France des circuits sur Alpine M63. Au Mans en 1967, il finit 9e avec Henri Grandsire, toujours sur Alpine, pour sa dernière apparition.

### Carrière de journaliste automobile
Journaliste à France-Soir, il est avec Gérard Crombac l'un des premiers journalistes de Sport Auto en 1962. Il y exerce la fonction de journaliste-essayeur. En 1971, il est nommé rédacteur en chef-adjoint de la revue dirigée par Jean Lucas, aux côtés de Gérard Crombac.
De 1979 à 1987, José Rosinski commente les Grands Prix de Formule 1 sur TF1 en compagnie de Bernard Giroux jusqu’au Grand Prix de Hongrie le 9 août 1987, puis en compagnie de Christian Van Ryswyck du Grand Prix d'Autriche 1987 au Grand Prix d'Australie 1989. 
Il a aussi commenté de nombreuses éditions des 24 heures du Mans sur TF1, et a été journaliste à l'émission Automoto, toujours sur TF1, de 1975 à 1990. 
En 1990, le tandem de commentateurs Rosinski-Van Ryswyck est remplacé par Jean-Louis Moncet (qui était jusqu’à présent commentateur no 3 de TF1) et Jean Louis Bernardelli.
José Rosinski a également été directeur de la rédaction du magazine Champion.
Il était encore, quelques semaines avant sa disparition, le responsable très actif des essais du Groupe Fink Presse, plus particulièrement chargé de l'édition française du magazine Classic & Sports Car et de la revue de luxe Gentlemen Drivers dont il préparait la relance.

## Ouvrages
- La montée en puissance : 1966-1982, 50 ans de formule 1, Éd. E.T.A.I, Boulogne-Billancourt, 2001, 288 p.
- Matra : la saga, 1965-1982, Éd. ETAI, Boulogne-Billancourt, 1997, 192 p.
- Les Monstres sacrés (coauteur avec Alberto Martinez), Éd. EPA, Paris, 1984, 189 p.
- L'Auto (coauteur avec Jacques Farenc et dessins de René Deynis), Éd. Chancerel, Paris, 1979, 128 p.
- Depailler : la course est un combat, Éd. Calmann-Lévy, Paris, 1978, 125 p.
- La Formule 1 moderne, Éd. Planète, Paris, 1972, 241 p.